# Frank Rosolino
Frank Rosolino (Detroit, 20 agosto 1926 – Los Angeles, 26 novembre 1978) è stato un trombonista statunitense.

## Biografia
A nove anni iniziò lo studio della chitarra sotto la guida di suo padre. A 14 anni intraprese lo studio del trombone, diplomandosi alla Miller High School. Arruolato nell'Esercito americano (86th Division) durante la seconda guerra mondiale, suonò con le orchestre di Bob Chester, Glen Gray, Tony Pastor, Herbie Fields, e Gene Krupa. Dal 1952 al 1954 lavorò con l'orchestra di Stan Kenton. Successivamente si stabilì a Los Angeles, dove lavorò con la Howard Rumsey's Lighthouse All-Stars (1954-1960), Terry Gibbs, Shorty Rogers, Benny Carter, Buddy Rich, Dexter Gordon, Carl Fontana, Jean "Toots" Thielemans, Stan Levey, Shelly Manne, Pete Christlieb, Bobby Knight, Conte Candoli, Med Flory, Donn Tremmer, Mel Tormé, Louis Bellson, Marty Paich, Zoot Sims, Quincy Jones, e Tutti Camarata. 
Dal 1962 al 1964 fu ospite fisso nello spettacolo televisivo condotto da Steve Allen.
La terza moglie di Frank, madre dei suoi due figli, si suicidò nel febbraio del 1972 a Los Angeles. Nel 1978 a Van Nuys, California, anch'egli si suicidò dopo avere sparato ad entrambi i figli, Justin di 9 anni, e Jason di 7. Jason perse la vista, ma sopravvisse e fu adottato dalla cugina della madre, Claudia Eien e da suo marito Gary.
La International Trombone Association istituì il suo primo riconoscimento per trombonisti jazz alla memoria di Frank Rosolino, che continua ad essere ricordato come uno dei più grandi trombonisti di tutti i tempi.

## Discografia essenziale

### Leader, Co-leader
- 1954 - Frank Rosolino (Capitol, 1956) Kenton Presents JAZZ Series
- 1955 - Frankly Speaking (Capitol, 1955) Kenton Presents JAZZ Series
- 1956 - I Play Trombone (Bethlehem, 1956)
- 1957 - Frank Rosolino Quintet (Mode, 1959) ristampato anche come The Legend Of Frank Rosolino (Interlude, ?)
- 1958 - Free for All (Specialty, 1986)
- 1958 - The Legend Of Frank Rosolino (Interlude, ?)
- 1961 - Turn Me Loose! (Reprise, 1961)
- 1973 - Jazz a Confronto 4 (Horo, 1973)
- 1974 - Conversation  (RCA Victor, 1976) (Frank Rosolino & Conte Candoli)
- 1975 - Conversation  (MPS, 1976) (Frank Rosolino,  Conte Candoli)
- 1976 - Just Friends (MPS, 1977) (Rosolino, Candoli)
- 1976 - Thinking About You (Sackville, 1984)
- 1978 - The Last Recording (Sea Breeze, 2006)
- 1978 - In Copenhagen (Storyville, 2008)

### Con altri
- 1953 - Stan Kenton, New Concepts of Artistry in Rhythm (Capitol Jazz, )
- 1956 - Shorty Rogers,The Big Shorty Rogers Express  (RCA Victor, 1956)
- 1960 - Mel Tormè, Swings Shubert Alley (Verve, 1960)
- 1960 - Shorty Rogers,The Swingin' Nutcracker (RCA Victor, ?)
- 1957 - Bob Cooper, The Music of Bob Cooper - Coop! (Contemporary, 1958)
- 1956 - Stan Levey, This Time The Drum's On Me (Bethlehem, 1956)
- 1957 - Stan Levey, Grand Stan (Bethlehem, 1957)